# Chỉ nha khoa

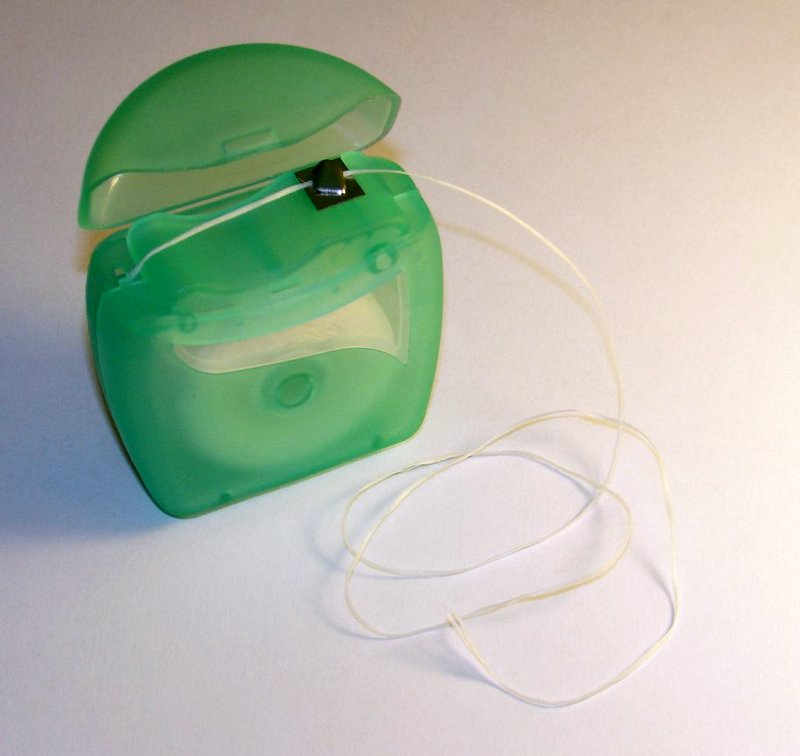
Một hộp chỉ nha khoa

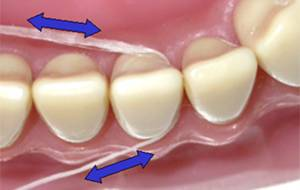
Sử dụng chỉ nha khoa
bằng cách cọ giữa kẽ răng

Chỉ nha khoa là sợi chỉ tơ nhỏ và mảnh, sử dụng trong việc vệ sinh răng, giúp loại bỏ thức ăn thừa hay những mảng bám giữa kẽ răng mà bàn chải không thể chạm tới. Đây là dụng cụ hữu hiệu trong việc phòng chống sâu răng và các bệnh về răng khác.